# Valdezarza (stanice metra v Madridu)
Valdezarza (plným názvem španělsky Estación de Valdezarza) je stanice metra v Madridu. Nachází se pod ulicí San Restituto – nedaleko rušné křižovatky ulic Antonio Machado a Sinesio Delgado. Stanice leží v severní části města ve čtvrti Valdezarza v obvodu Moncloa – Aravaca. Stanicí prochází linka 7 a leží v tarifním pásmu A ; nástupiště jsou bezbariérově přístupná. Výstupy ze stanice jsou vedeny do ulic San Restituto a de Armenteros.

## Historie
Stavební práce na stanici začaly v říjnu 1996, stanice byla budována mezi dvěma zemními stěnami, z hlediska geotechniky se v místě stavby nacházely štěrky a písky. Otevřena byla jako konečná stanice 12. února 1999 a byla součástí prodloužení linky 7 ze stanice Canal právě do stanice Valdezarza. Nicméně byla konečnou pouze necelé dva měsíce, již 29. března téhož roku byla linka 7 prodloužena do stanice Pitis. Navzdory tak krátké době má stanice obložené stěny bílým Vitrexem, stejně jako další přestupní a konečné stanice.

## Popis
Stanice je oproti ostatním na tomto úseku daleko více otevřená a vzdušná – ohromné otevřené prostory tří pater stanice zasahují od nástupišť až na úroveň povrchu, kde jsou umístěny prosklené pyramidy – tak, aby do stanice pronikalo denní světlo. Pro stanici jsou charakteristická patra se zaoblenými otvory, která jsou vzájemně propojena eskalátory. Nutnost vybudování takových otevřených prostor byla dána tím, že právě ve stanici Valdezarza se během výstavby do podzemí spouštěly tunelovací stroje. Stanice je umístěna rovnoběžně s ulicí San Restituto, ve směru do stanice Antonio Machado následuje těsně za stanicí směrový oblouk. Na opačnou stranu navazuje opět oblouk a stoupání 40 ‰ do stanice Francos Rodríguez.
Na povrchu stanici obklopuje park o rozloze 3 ha. Nedaleko od stanice zastavují autobusy linek 126, 127 a 132.

## Fotogalerie

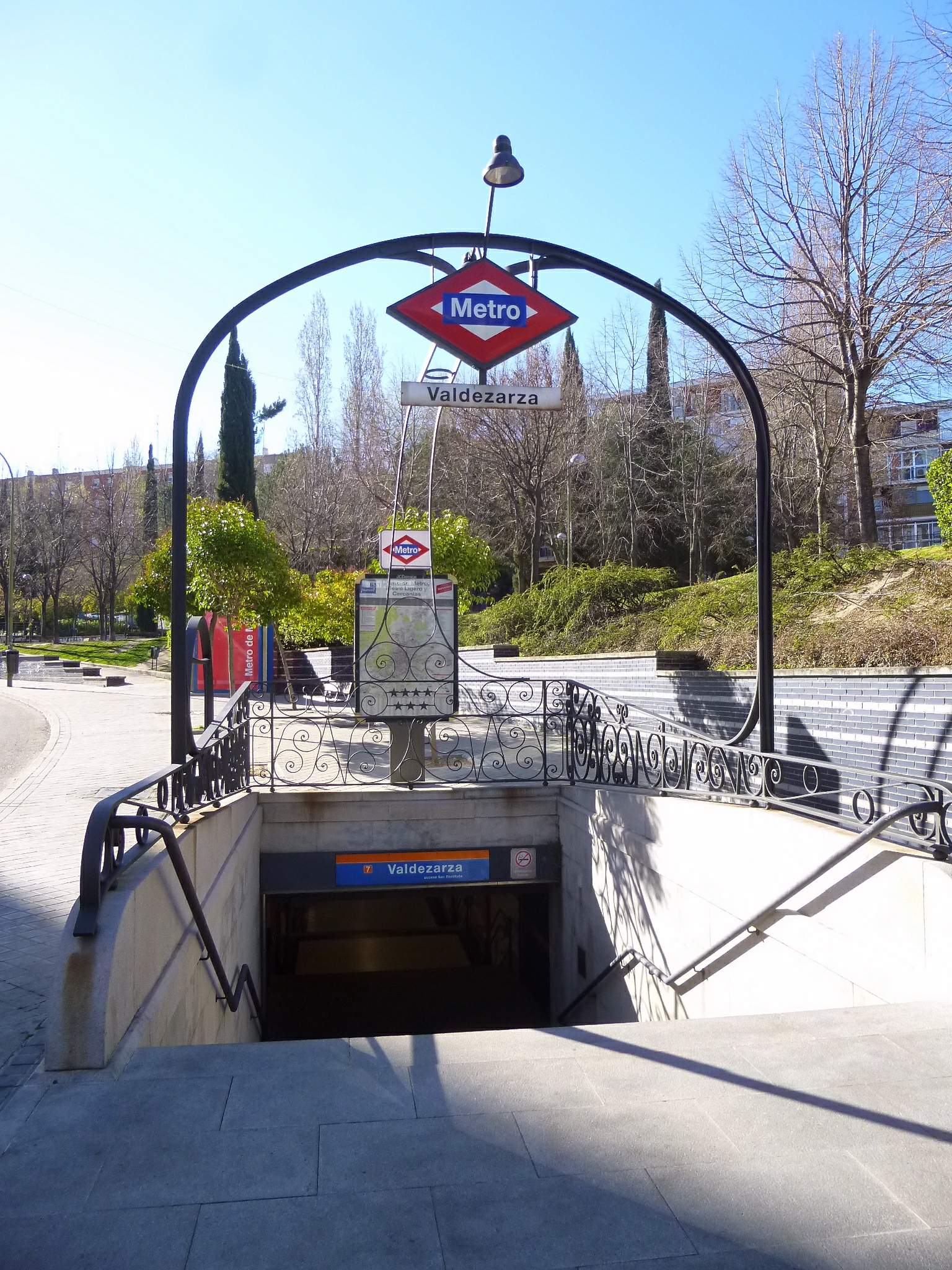
Vstup do stanice
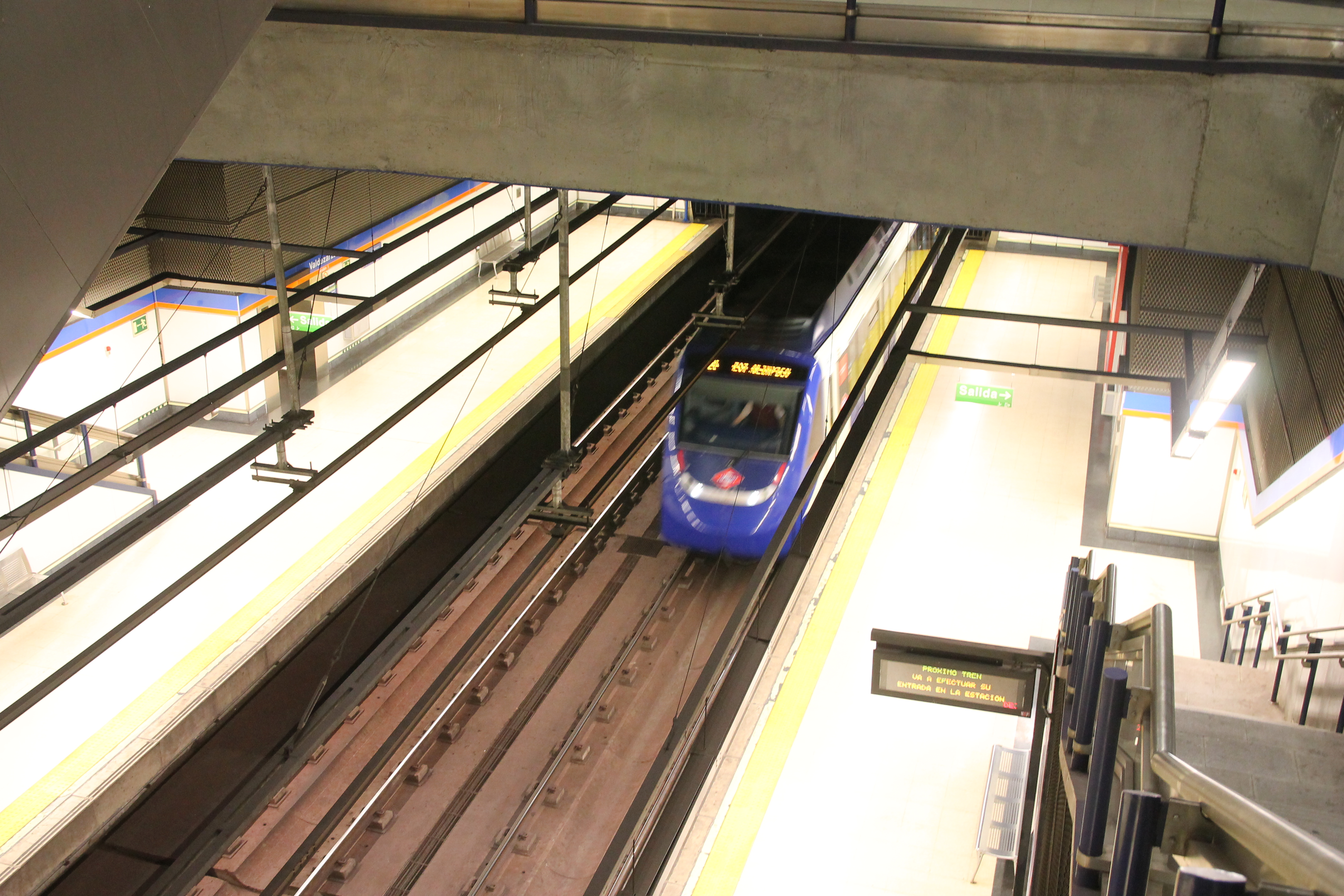
Pohled na nástupiště
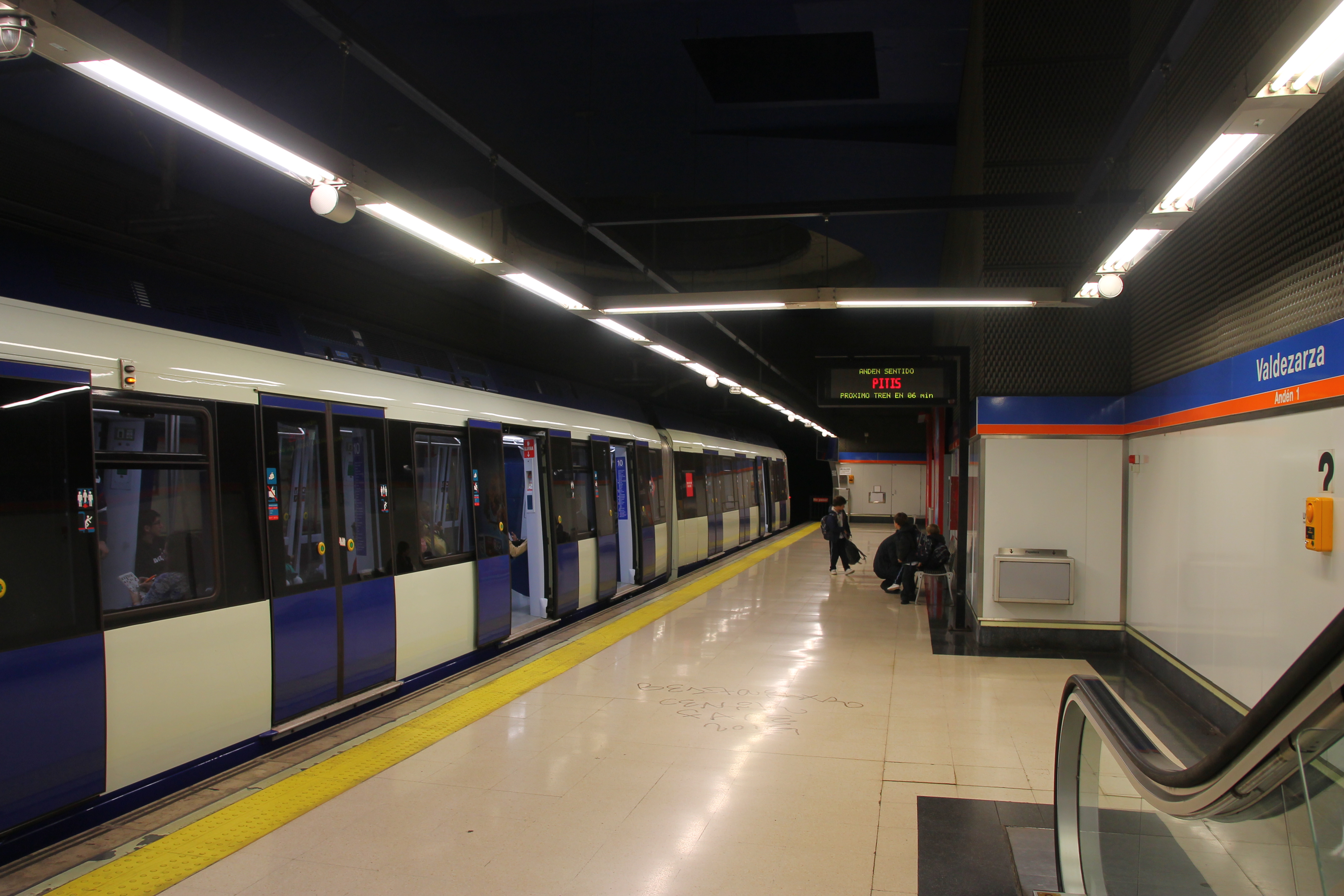
Nástupiště
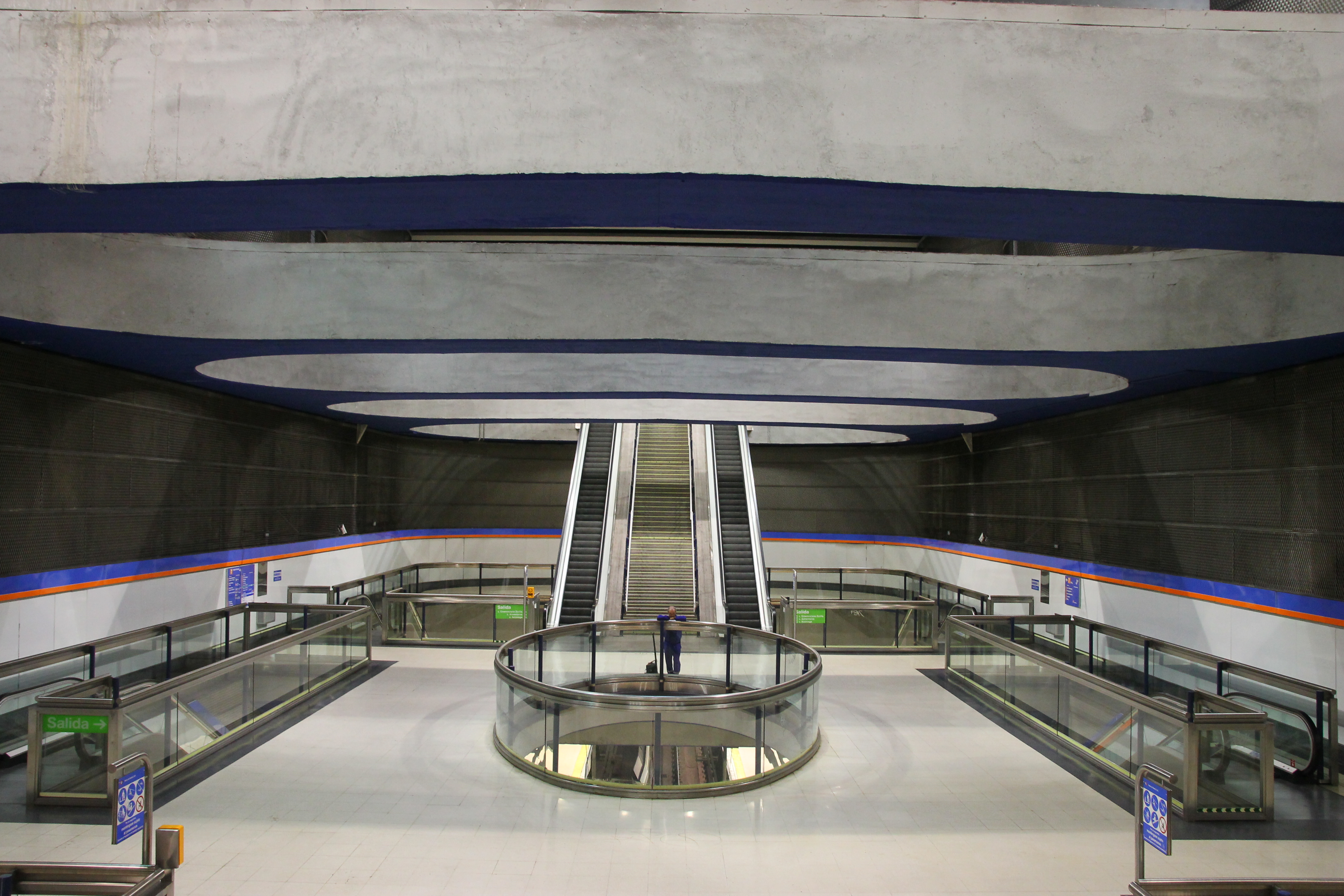
2. patro
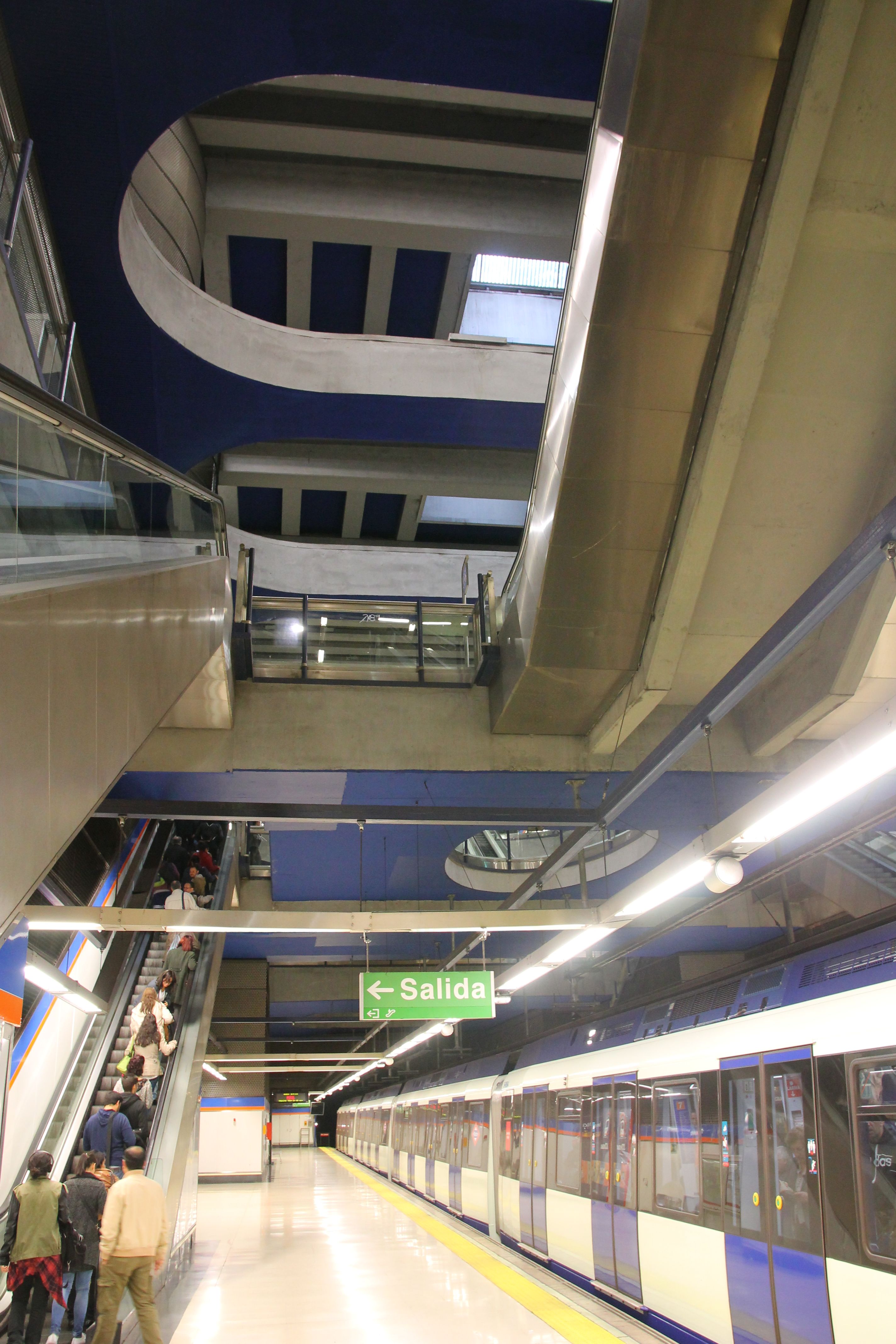
Pohled z nástupiště vzhůru
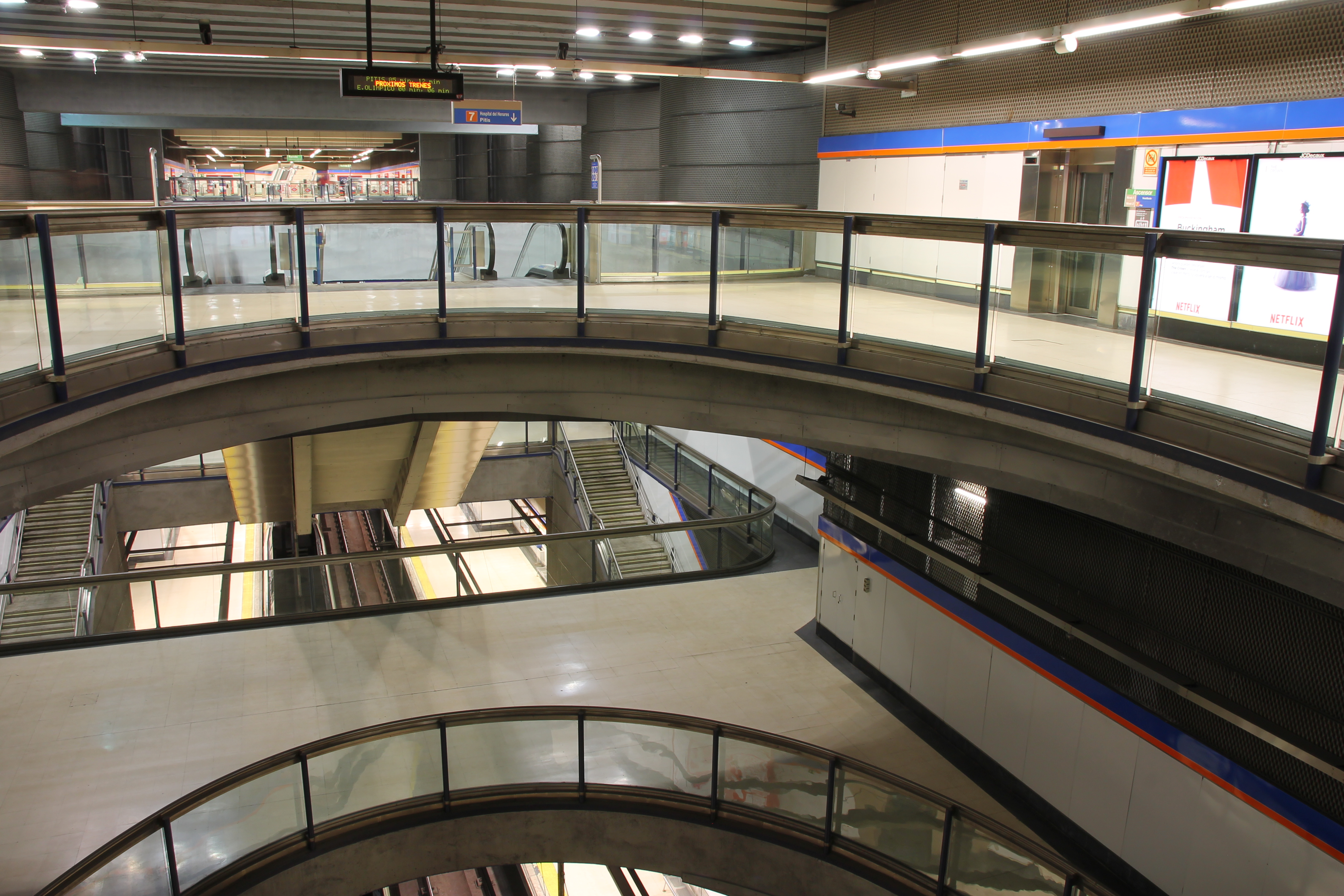
Pohled skrz patra
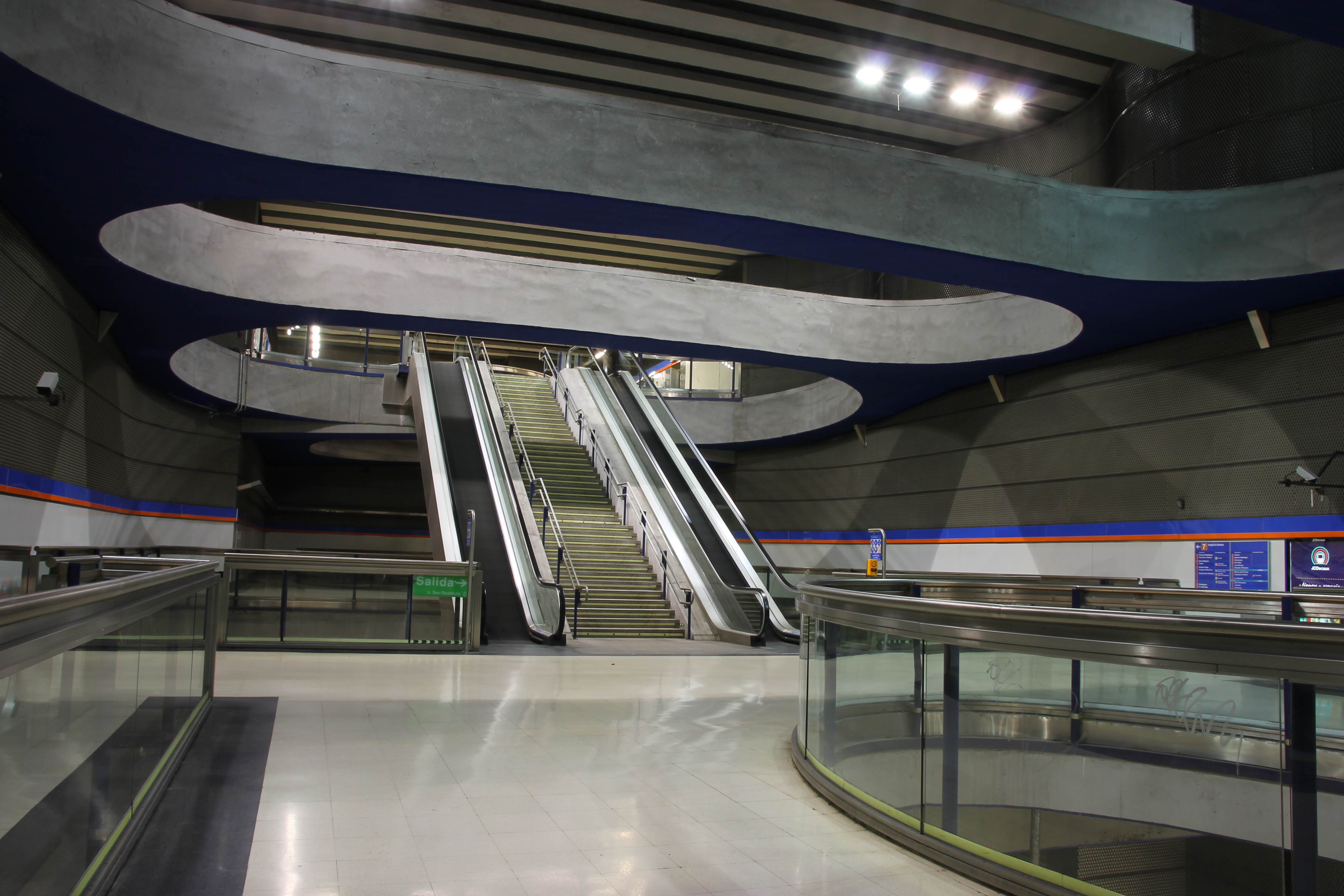
Pohled skrz patra
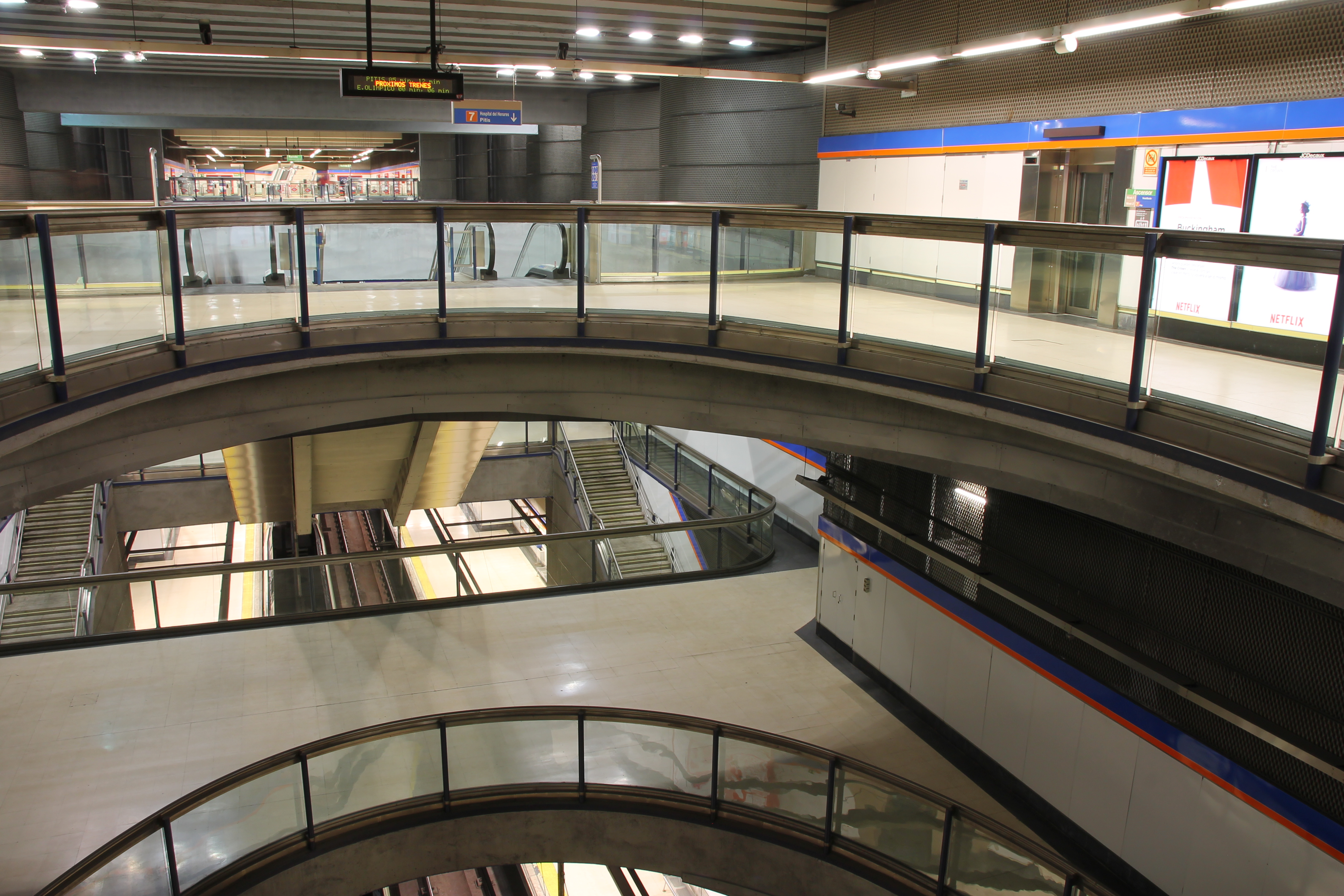
Pohled skrz patra
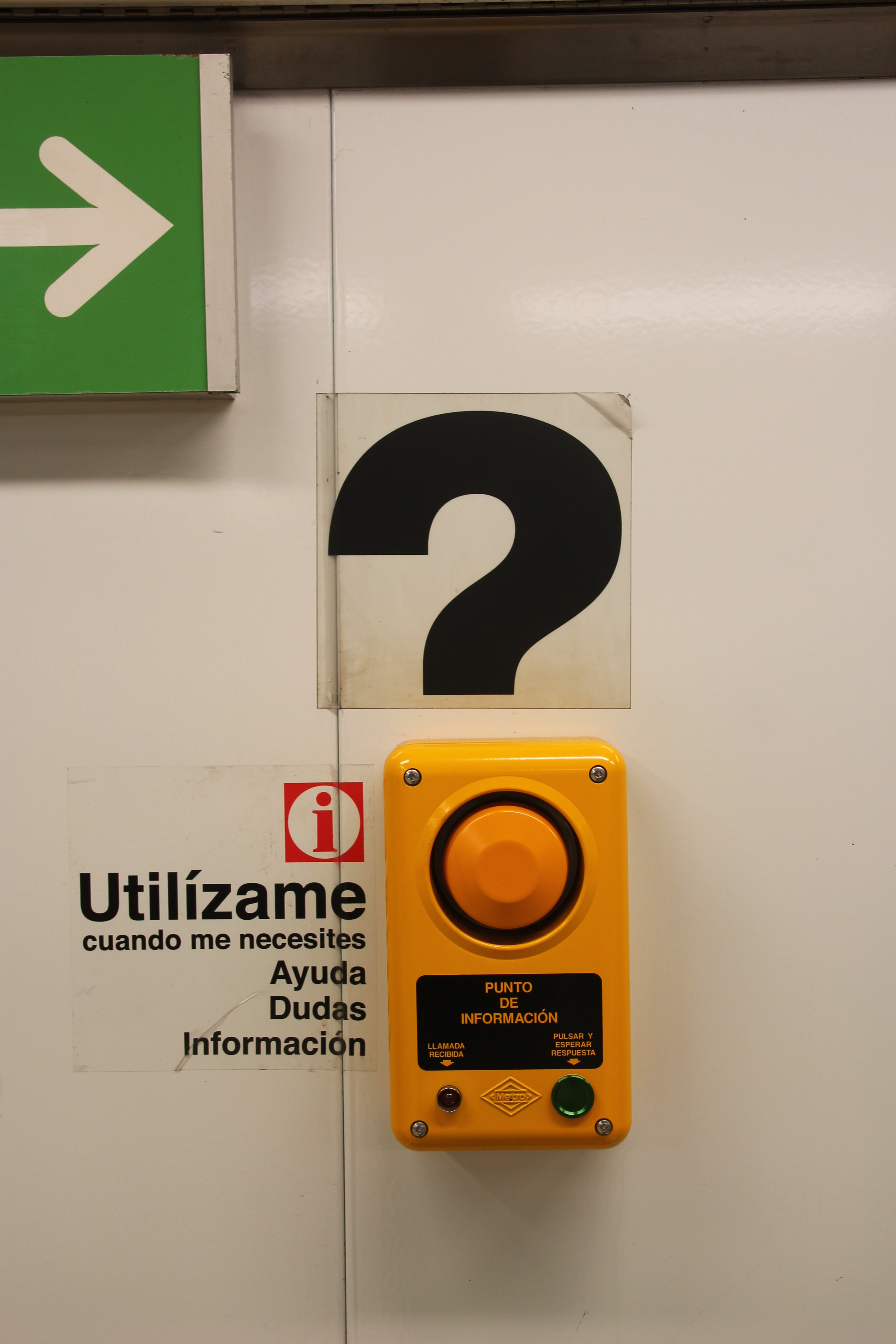
Bezpečnostní hlásič
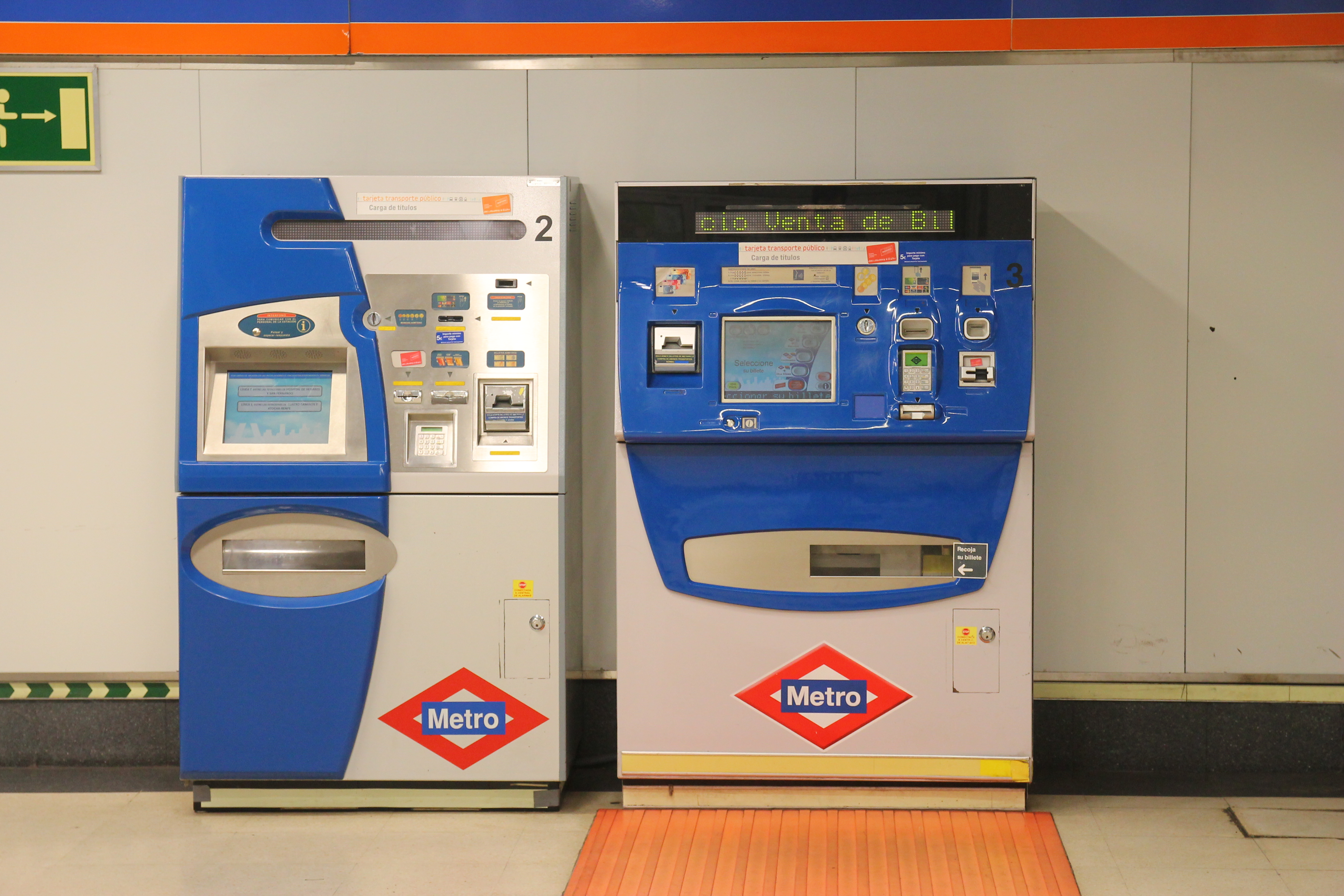
Automat na jízdenky ve stanici